# بچه خوب شهر عصبانی
 بچه خوب، شهر عصبانی (به انگلیسی: Good Kid, M.A.A.D City) دومین آلبوم استودیویی توسط رپر آمریکایی کندریک لامار می‌باشد که در سال ۲۰۱۲ منتشر شده‌است. او در این آلبوم با دریک٬دکتر دره و مری جی. بلایژ همکاری داشته‌است. معروف‌ترین آهنگ این آلبوم استخرهای شنا (نوشیدن) می‌باشد.